# Steven Burke
Steven James Burke (Burnley, 4 maart 1988) is een Brits wielrenner, gespecialiseerd in de individuele en ploegenachtervolging. Burke nam voor het Verenigd Koninkrijk deel aan de Olympische Zomerspelen van 2008 in Peking. Hij behaalde daar een derde plaats op de achtervolging. In 2012 won Burke samen met Ed Clancy, Geraint Thomas en Peter Kennaugh de wereldtitel op de ploegenachtervolging.

## Belangrijkste resultaten

### Weg
2010
- 2e etappe Tour of Ulster (tijdrit)

### Piste
| Jaar | BK                                      | EK                   | WK                   | Overige                                               |
| ---- | --------------------------------------- | -------------------- | -------------------- | ----------------------------------------------------- |
| 2007 | Scratch                                 |                      |                      |                                                       |
| 2008 | (Ploegen)Achtervolging, 1KM, Ploegkoers |                      |                      | WB Kopenhagen: Ploegenachtervolging, OS achtervolging |
| 2009 |                                         |                      |                      | WB Kopenhagen: Ploegenachtervolging                   |
| 2010 |                                         | Ploegenachtervolging | Ploegenachtervolging |                                                       |
| 2011 | 1KM                                     | Ploegenachtervolging | Ploegenachtervolging | WB Manchester: Ploegenachtervolging                   |
| 2012 | 1KM                                     |                      | Ploegenachtervolging | OS Ploegenachtervolging                               |
| 2013 | Achtervolging, Scratch                  | Ploegenachtervolging | Ploegenachtervolging | WB Manchester: Ploegenachtervolging                   |
| 2014 | Achtervolging                           | Ploegenachtervolging |                      | WB Londen: Ploegenachtervolging                       |
| 2015 |                                         | Ploegenachtervolging | Ploegenachtervolging |                                                       |
| 2016 |                                         | Ploegenachtervolging | Ploegenachtervolging | Olympische Spelen: · ploegenachtervolging             |

1908: Jones, Kingsbury, Meredith, Payne ·
1920: Magnani, Carli, Ferrario, Giorgetti ·
1924: De Martini, Dinale, Menegazzi, Zucchetti ·
1928: Facciani, Gaioni, Lusiani, Tasselli ·
1932: Pedretti, Borsari, Cimatti, Ghilardi ·
1936: Nizerhy, Charpentier, Goujon, Lapébie ·
1948: Decanali, Adam, Blusson, Coste ·
1952: Morettini, Campana, de Rossi, Messina ·
1956: Gasparella, Domenicali, Faggin, Gandini ·
1960: Vigna, Arienti, Testa, Vallotto ·
1964: Streng, Claesges, Henrichs, Link ·
1968: Lyngemark, Olsen, Asmussen, Jensen ·
1972: Schumacher, Colombo, Haritz, Hempel ·
1976: Vonhof, Braun, Lutz, Schumacher ·
1980: Manakov, Movtsjan, Ossokin, Petrakov ·
1984: Grenda, Turtur, Nichols, Woods ·
1988: Jekimov, Kasputis, Neljoebin, Oemaras ·
1992: Fulst, Glöckner, Lehmann, Steinweg ·
1996: Capelle, Ermenault, Monin, Moreau ·
2000: Fulst, Bartko, Becke, Lehmann ·
2004: Brown, McGee, Lancaster, Roberts ·
2008: Clancy, Manning, Thomas, Wiggins · 
2012: Burke, Clancy, Kennaugh, Thomas · 
2016: Burke, Clancy, Doull, Wiggins · 
2020: Consonni, Ganna, Lamon, Milan · 
2024:  Bleddyn, Welsford, Leahy, O'Brien
Burke · Craven · Gaywood · Griffiths · Hawkins · Hayles · Lampier · Last · Lloyd · Murray · Richardson · Sybrandy